# Almost Alice
Az Almost Alice egy album, mely különböző előadók dalait tartalmazza. Mindegyiket az Alice Csodaországban inspirált. Vannak azonban kivételek is, így például Robert Smith feldolgozta Kathryn Beaumont Very Good Advice című számát.
2010. március 2-án jelent meg a lemez, majd június 1-jén jelent meg az iTunes-on egy bővített változat. A korong első kislemeze az Alice címet kapta, melyet Avril Lavigne ad elő. Ez az egyetlen felvétel, mely a filmben is helyet kapott. Az On Air with Ryan Seacrest nevezetű rádiós műsorban debütált 2010. január 27-én. Ezt követte a Tea Party, mely az észt énekesnő, Kerli száma. A Follow Me Down a 3OH!3 és Neon Hitch közös felvétele, az album harmadik kislemeze egyben.

## Dallista
|     | Cím                        | Előadó(k)                       | Hossz |
| --- | -------------------------- | ------------------------------- | ----- |
| 1.  | Alice                      | Avril Lavigne                   | 3:35  |
| 2.  | The Poison                 | The All-American Rejects        | 3:53  |
| 3.  | The Technicolor Phase      | Owl City                        | 4:27  |
| 4.  | Her Name Is Alice          | Shinedown                       | 3:38  |
| 5.  | Painting Flowers           | All Time Low                    | 3:25  |
| 6.  | Where's My Angel           | Metro Station                   | 3:39  |
| 7.  | Strange                    | Tokio Hotel és Kerli            | 3:51  |
| 8.  | Follow Me Down             | 3OH!3 és Neon Hitch             | 3:23  |
| 9.  | Very Good Advice           | Robert Smith                    | 2:58  |
| 10. | In Transit                 | Mark Hoppus és Pete Wentz       | 4:02  |
| 11. | Welcome to Mystery         | Plain White T's                 | 4:28  |
| 12. | Tea Party                  | Kerli                           | 3:29  |
| 13. | The Lobster Quadrille      | Franz Ferdinand                 | 2:08  |
| 14. | Always Running Out of Time | Motion City Soundtrack          | 3:00  |
| 15. | Fell Down a Hole           | Wolfmother                      | 5:04  |
| 16. | White Rabbit               | Grace Potter and the Nocturnals | 3:21  |

| 17. | Sea What We Seas | Never Shout Never | 3:10 |
| 18. | Topsy Turvy      | Family Force 5    | 3:25 |
| 19. | Extreme          | Valora            | 3:47 |

| 17. | You Are Old, Father William | They Might Be Giants | 2:32 |
| 18. | Alice's Theme               | Danny Elfman         | 5:08 |

| 17. | You Are Old, Father William          | They Might Be Giants | 2:32 |
| 18. | Alice's Theme                        | Danny Elfman         | 5:08 |
| 19. | Sea What We Seas                     | Never Shout Never    | 3:10 |
| 20. | Topsy Turvy                          | Family Force 5       | 3:25 |
| 21. | Extreme                              | Valora               | 3:47 |
| 22. | Tea Party (Jason Nevins Radio Remix) | Kerli                | 3:11 |
| 23. | Tea Party (videóklip)                | Kerli                | 3:28 |

## Fordítás
Ez a szócikk részben vagy egészben  az   Almost Alice című angol Wikipédia-szócikk fordításán alapul.  Az eredeti cikk szerkesztőit annak laptörténete sorolja fel. Ez a jelzés csupán a megfogalmazás eredetét és a szerzői jogokat jelzi, nem szolgál a cikkben szereplő információk forrásmegjelöléseként.